# يانوش كازماريك
يانوش كازماريك (بالبولندية: Janusz Kazimierz Kaczmarek)‏ هو محامي وسياسي بولندي، ولد في 25 ديسمبر 1961 في غدينيا في بولندا. حزبياً، نشط في حزب العمال البولندي الموحد وAlliance of Democrats (Poland) ‏. وقد انتخب وزير الداخلية والإدارة ‏ (8 فبراير 2007 – 8 أغسطس 2007).